# Turbinicarpus laui
Turbinicarpus laui es una especie fanerógama perteneciente a la familia Cactaceae. 

## Distribución
Es endémica de San Luis Potosí en México. Su hábitat natural son los áridos desiertos.  Es una especie  rara poco usual en colecciones. Sujeta a protección especial de acuerdo a la Norma Oficial Mexicana de SEMARNAT: NOM-059-SEMARNAT-2010.

## Descripción
Es una planta perenne carnosa y globosa, con 5 cm de diámetro, tallos armados de espinas, de color verde y con las flores de color blanco o blanco-rosado, dispuestas en el ápice. 
Longevidad estimada: 20 años.

## Nombre común
- Español: Biznaguita

## Sinonimia
- Neolloydia laui
- Pediocactus laui
- Strombocactus laui